# Ritratto di Olga in poltrona
Ritratto di Olga in poltrona è un'opera realizzata nel 1917 dal pittore spagnolo Pablo Picasso, che misura cm 130x88,8. La tecnica utilizzata è l'olio su tela. È conservata al Musée National Picasso di Parigi. Inoltre, a differenza di molti altri dipinti di Picasso, questo ha un disegno preparatorio accademico e una colorazione molto precisa. Infatti, si può riconoscere molto bene il volto, mentre il panno nero decorato a fiorellini è molto preciso ed accurato. Lo sfondo, apparentemente incompleto, è stato molto criticato. Tuttavia, Picasso ha precisato che per lui  doveva ritenersi concluso così, perché non gli interessava disegnare le cose in modo oggettivo, ma voleva rappresentarle secondo il suo punto di vista.
Durante il soggiorno a Roma, Picasso conobbe Olga Kokhlova, una ballerina di cui si innamorò, e che divenne motivo di ispirazione e soggetto di molti suoi lavori.